# Emin Mahmudov
Emin Cəbrayıl oğlu Mahmudov (Saatlı, 27 aprile 1992) è un calciatore azero con cittadinanza russa, centrocampista del Neftçi Baku.

## Carriera

### Club
Dal debutto al 2016 ha giocato sempre in Russia, trasferendosi poi ai portoghesi del Boavista.

### Nazionale
Ha esordito con la Nazionale azera il 4 settembre 2016 nella partita San Marino-Azerbaigian (0-1) valevole per le qualificazioni ai Mondiali 2018.

## Statistiche

### Cronologia presenze e reti in nazionale
| Cronologia completa delle presenze e delle reti in nazionale ― Azerbaigian | Cronologia completa delle presenze e delle reti in nazionale ― Azerbaigian | Cronologia completa delle presenze e delle reti in nazionale ― Azerbaigian | Cronologia completa delle presenze e delle reti in nazionale ― Azerbaigian | Cronologia completa delle presenze e delle reti in nazionale ― Azerbaigian | Cronologia completa delle presenze e delle reti in nazionale ― Azerbaigian | Cronologia completa delle presenze e delle reti in nazionale ― Azerbaigian | Cronologia completa delle presenze e delle reti in nazionale ― Azerbaigian |
| Data                                                                       | Città                                                                      | In casa                                                                    | Risultato                                                                  | Ospiti                                                                     | Competizione                                                               | Reti                                                                       | Note                                                                       |
| -------------------------------------------------------------------------- | -------------------------------------------------------------------------- | -------------------------------------------------------------------------- | -------------------------------------------------------------------------- | -------------------------------------------------------------------------- | -------------------------------------------------------------------------- | -------------------------------------------------------------------------- | -------------------------------------------------------------------------- |
| 4-9-2016                                                                   | Serravalle                                                                 | San Marino                                                                 | 0 – 1                                                                      | Azerbaigian                                                                | Qual. Mondiali 2018                                                        | -                                                                          | 78’                                                                        |
| 11-11-2016                                                                 | Belfast                                                                    | Irlanda del Nord                                                           | 4 – 0                                                                      | Azerbaigian                                                                | Qual. Mondiali 2018                                                        | -                                                                          | 38’ 70’                                                                    |
| 23-3-2018                                                                  | Baku                                                                       | Azerbaigian                                                                | 0 – 1                                                                      | Bielorussia                                                                | Amichevole                                                                 | -                                                                          | 66’                                                                        |
| 27-3-2018                                                                  | Antalya                                                                    | Azerbaigian                                                                | 1 – 1                                                                      | Macedonia                                                                  | Amichevole                                                                 | -                                                                          | 90’                                                                        |
| 29-5-2018                                                                  | Baku                                                                       | Azerbaigian                                                                | 3 – 0                                                                      | Kirghizistan                                                               | Amichevole                                                                 | -                                                                          | 67’                                                                        |
| 9-6-2018                                                                   | Riga                                                                       | Lettonia                                                                   | 1 – 3                                                                      | Azerbaigian                                                                | Amichevole                                                                 | 1                                                                          |                                                                            |
| 7-9-2018                                                                   | Baku                                                                       | Azerbaigian                                                                | 0 – 0                                                                      | Kosovo                                                                     | UEFA Nations League 2018-2019 - 1º turno                                   | -                                                                          | 61’                                                                        |
| 10-9-2018                                                                  | Ta' Qali                                                                   | Malta                                                                      | 1 – 1                                                                      | Azerbaigian                                                                | UEFA Nations League 2018-2019 - 1º turno                                   | -                                                                          | 56’                                                                        |
| 11-10-2018                                                                 | Tórshavn                                                                   | Fær Øer                                                                    | 0 – 3                                                                      | Azerbaigian                                                                | UEFA Nations League 2018-2019 - 1º turno                                   | -                                                                          | 87’                                                                        |
| 21-3-2019                                                                  | Zagabria                                                                   | Croazia                                                                    | 2 – 1                                                                      | Azerbaigian                                                                | Qual. Euro 2020                                                            | -                                                                          | 72’                                                                        |
| 25-3-2019                                                                  | Baku                                                                       | Azerbaigian                                                                | 0 – 0                                                                      | Lituania                                                                   | Amichevole                                                                 | -                                                                          | 85’                                                                        |
| 11-6-2019                                                                  | Baku                                                                       | Azerbaigian                                                                | 1 – 5                                                                      | Slovacchia                                                                 | Qual. Euro 2020                                                            | -                                                                          | 80’                                                                        |
| 9-9-2019                                                                   | Baku                                                                       | Azerbaigian                                                                | 1 – 1                                                                      | Croazia                                                                    | Qual. Euro 2020                                                            | -                                                                          | 60’                                                                        |
| 9-10-2019                                                                  | Riffa                                                                      | Bahrein                                                                    | 2 – 3                                                                      | Azerbaigian                                                                | Amichevole                                                                 | -                                                                          | 46’                                                                        |
| 24-3-2021                                                                  | Torino                                                                     | Portogallo                                                                 | 1 – 0                                                                      | Azerbaigian                                                                | Qual. Mondiali 2022                                                        | -                                                                          | 85’                                                                        |
| 30-3-2021                                                                  | Baku                                                                       | Azerbaigian                                                                | 1 – 2                                                                      | Serbia                                                                     | Qual. Mondiali 2022                                                        | 1                                                                          |                                                                            |
| 27-5-2021                                                                  | Alanya                                                                     | Turchia                                                                    | 2 – 1                                                                      | Azerbaigian                                                                | Amichevole                                                                 | 1                                                                          | 79’                                                                        |
| 2-6-2021                                                                   | Minsk                                                                      | Bielorussia                                                                | 1 – 2                                                                      | Azerbaigian                                                                | Amichevole                                                                 | -                                                                          | 40’ 75’                                                                    |
| 6-6-2021                                                                   | Chișinău                                                                   | Moldavia                                                                   | 1 – 0                                                                      | Azerbaigian                                                                | Amichevole                                                                 | -                                                                          | 65’                                                                        |
| 1-9-2021                                                                   | Lussemburgo                                                                | Lussemburgo                                                                | 2 – 1                                                                      | Azerbaigian                                                                | Qual. Mondiali 2022                                                        | 1                                                                          |                                                                            |
| 4-9-2021                                                                   | Dublino                                                                    | Irlanda                                                                    | 1 – 1                                                                      | Azerbaigian                                                                | Qual. Mondiali 2022                                                        | 1                                                                          | 88’                                                                        |
| 7-9-2021                                                                   | Baku                                                                       | Azerbaigian                                                                | 0 – 3                                                                      | Portogallo                                                                 | Qual. Mondiali 2022                                                        | -                                                                          |                                                                            |
| 9-10-2021                                                                  | Baku                                                                       | Azerbaigian                                                                | 0 – 3                                                                      | Irlanda                                                                    | Qual. Mondiali 2022                                                        | -                                                                          | 86’                                                                        |
| 12-10-2021                                                                 | Belgrado                                                                   | Serbia                                                                     | 3 – 1                                                                      | Azerbaigian                                                                | Qual. Mondiali 2022                                                        | 1                                                                          | 84’                                                                        |
| 11-11-2021                                                                 | Baku                                                                       | Azerbaigian                                                                | 1 – 3                                                                      | Lussemburgo                                                                | Qual. Mondiali 2022                                                        | -                                                                          | 90’                                                                        |
| 14-11-2021                                                                 | Baku                                                                       | Azerbaigian                                                                | 2 – 2                                                                      | Qatar                                                                      | Amichevole                                                                 | 2                                                                          | 90+2’                                                                      |
| 25-3-2022                                                                  | Ta' Qali                                                                   | Malta                                                                      | 1 – 0                                                                      | Azerbaigian                                                                | Amichevole                                                                 | -                                                                          | 64’                                                                        |
| 29-3-2022                                                                  | Ta' Qali                                                                   | Azerbaigian                                                                | 0 – 1                                                                      | Lettonia                                                                   | Amichevole                                                                 | -                                                                          | 73’                                                                        |
| 3-6-2022                                                                   | Astana                                                                     | Kazakistan                                                                 | 2 – 0                                                                      | Azerbaigian                                                                | UEFA Nations League 2022-2023 - 1º turno                                   | -                                                                          | 79’                                                                        |
| 6-6-2022                                                                   | Novi Sad                                                                   | Bielorussia                                                                | 0 – 0                                                                      | Azerbaigian                                                                | UEFA Nations League 2022-2023 - 1º turno                                   | -                                                                          |                                                                            |
| 10-6-2022                                                                  | Baku                                                                       | Azerbaigian                                                                | 0 – 1                                                                      | Slovacchia                                                                 | UEFA Nations League 2022-2023 - 1º turno                                   | -                                                                          | 79’                                                                        |
| 13-6-2022                                                                  | Mərdəkan                                                                   | Azerbaigian                                                                | 2 – 0                                                                      | Bielorussia                                                                | UEFA Nations League 2022-2023 - 1º turno                                   | -                                                                          | cap.                                                                       |
| 22-9-2022                                                                  | Trnava                                                                     | Slovacchia                                                                 | 1 – 2                                                                      | Azerbaigian                                                                | UEFA Nations League 2022-2023 - 1º turno                                   | -                                                                          | cap. 83’                                                                   |
| 25-9-2022                                                                  | Mərdəkan                                                                   | Azerbaigian                                                                | 3 – 0                                                                      | Kazakistan                                                                 | UEFA Nations League 2022-2023 - 1º turno                                   | -                                                                          | cap.                                                                       |
| 16-11-2022                                                                 | Chișinău                                                                   | Moldavia                                                                   | 1 – 2                                                                      | Azerbaigian                                                                | Amichevole                                                                 | 1                                                                          | cap. 84’                                                                   |
| 20-11-2022                                                                 | Skopje                                                                     | Macedonia del Nord                                                         | 1 – 3                                                                      | Azerbaigian                                                                | Amichevole                                                                 | -                                                                          | cap. 49’ 68’                                                               |
| 24-3-2023                                                                  | Linz                                                                       | Austria                                                                    | 4 – 1                                                                      | Azerbaigian                                                                | Qual. Euro 2024                                                            | 1                                                                          | cap. 45’                                                                   |
| 27-3-2023                                                                  | Solna                                                                      | Svezia                                                                     | 5 – 0                                                                      | Azerbaigian                                                                | Qual. Euro 2024                                                            | -                                                                          | cap.                                                                       |
| 17-6-2023                                                                  | Mərdəkan                                                                   | Azerbaigian                                                                | 1 – 1                                                                      | Estonia                                                                    | Qual. Euro 2024                                                            | -                                                                          | cap.                                                                       |
| 9-9-2023                                                                   | Mərdəkan                                                                   | Azerbaigian                                                                | 0 – 1                                                                      | Belgio                                                                     | Qual. Euro 2024                                                            | -                                                                          | cap.                                                                       |
| 12-9-2023                                                                  | Mərdəkan                                                                   | Azerbaigian                                                                | 2 – 1                                                                      | Giordania                                                                  | Amichevole                                                                 | 1                                                                          | cap. 83’                                                                   |
| 13-10-2023                                                                 | Tallinn                                                                    | Estonia                                                                    | 0 – 2                                                                      | Azerbaigian                                                                | Qual. Euro 2024                                                            | -                                                                          | cap. 22’ 75’                                                               |
| 16-10-2023                                                                 | Baku                                                                       | Azerbaigian                                                                | 0 – 1                                                                      | Austria                                                                    | Qual. Euro 2024                                                            | -                                                                          | cap.                                                                       |
| 16-11-2023                                                                 | Baku                                                                       | Azerbaigian                                                                | 3 – 0                                                                      | Svezia                                                                     | Qual. Euro 2024                                                            | 2                                                                          | cap.                                                                       |
| 19-11-2023                                                                 | Bruxelles                                                                  | Belgio                                                                     | 5 – 0                                                                      | Azerbaigian                                                                | Qual. Euro 2024                                                            | -                                                                          | cap. 77’                                                                   |
| 22-3-2024                                                                  | Baku                                                                       | Azerbaigian                                                                | 1 – 0                                                                      | Mongolia                                                                   | Amichevole                                                                 | -                                                                          | cap. 71’                                                                   |
| 25-3-2024                                                                  | Baku                                                                       | Azerbaigian                                                                | 1 – 1                                                                      | Bulgaria                                                                   | Amichevole                                                                 | -                                                                          | cap. 62’                                                                   |
| 7-6-2024                                                                   | Szombathely                                                                | Albania                                                                    | 3 – 1                                                                      | Azerbaigian                                                                | Amichevole                                                                 | -                                                                          | cap. 69’                                                                   |
| 11-6-2024                                                                  | Szombathely                                                                | Azerbaigian                                                                | 3 – 2                                                                      | Kazakistan                                                                 | Amichevole                                                                 | 1                                                                          | cap. 84’                                                                   |
| 5-9-2024                                                                   | Baku                                                                       | Azerbaigian                                                                | 1 – 3                                                                      | Svezia                                                                     | UEFA Nations League 2024-2025 - 1º turno                                   | -                                                                          | cap. 69’                                                                   |
| 11-10-2024                                                                 | Tallinn                                                                    | Estonia                                                                    | 3 – 1                                                                      | Azerbaigian                                                                | UEFA Nations League 2024-2025 - 1º turno                                   | -                                                                          | 76’                                                                        |
| 14-10-2024                                                                 | Baku                                                                       | Azerbaigian                                                                | 1 – 3                                                                      | Slovacchia                                                                 | UEFA Nations League 2024-2025 - 1º turno                                   | -                                                                          | 46’                                                                        |
| 7-6-2025                                                                   | Riga                                                                       | Lettonia                                                                   | 0 – 0                                                                      | Azerbaigian                                                                | Amichevole                                                                 | -                                                                          | cap.                                                                       |
| 10-6-2025                                                                  | Baku                                                                       | Azerbaigian                                                                | 1 – 2                                                                      | Ungheria                                                                   | Amichevole                                                                 | -                                                                          | cap. 54’                                                                   |
| Totale                                                                     |                                                                            | Presenze                                                                   | 54                                                                         |                                                                            | Reti                                                                       | 14                                                                         |                                                                            |

## Palmarès

### Club

#### Competizioni nazionali
- Pervenstvo Futbol'noj Nacional'noj Ligi: 1

Kryl'ja Sovetov Samara: 2014-2015
- Campionato azero: 1

Neftci Baku: 2020-2021

### Nazionale
- Coppa della CSI: 2

2012, 2013